# Zapasy na Letnich Igrzyskach Olimpijskich 1960 – kategoria do 79 kg w stylu klasycznym
Zmagania mężczyzn do 79 kg to jedna z ośmiu męskich konkurencji w zapasach w stylu klasycznym rozgrywanych podczas Letnich Igrzysk Olimpijskich 1960. Pojedynki w tej kategorii wagowej odbyły się w dniach 26 – 31 sierpnia.
Punktacja opierała się na systemie "złych punktów karnych". Zwycięzca otrzymywał zero punktów za wygraną przez "tusz" (łopatki), a jeden punkt za wygraną na punkty. Dwa punkty przyznawano zawodnikom za remis. Za porażkę na punkty zawodnik otrzymywał trzy punkty, a za przegraną na łopatki przyznawano 4 punkty karne. Uzyskanie sześciu lub więcej punktów eliminowało zapaśnika z turnieju. Najlepsza trójka walczyła w rundzie finałowej. 

## Klasyfikacja[1]
| Pozycja | Nazwisko               | Kraj              |
| ------- | ---------------------- | ----------------- |
| 1       | Dimityr Dobrew         | Bułgaria          |
| 2       | Lothar Metz            | Niemcy            |
| 3       | Ion Țăranu             | Rumunia           |
| 4       | Kazım Ayvaz            | Turcja            |
| 5       | Bolesław Dubicki       | Polska            |
| 5       | Nikołaj Czuczałow      | ZSRR              |
| 7       | Yacoub Romanos         | Liban             |
| 8       | Russell Camilleri      | Stany Zjednoczone |
| 9       | Jiří Kormaník          | Czechosłowacja    |
| 10      | Oddvar Barlie          | Norwegia          |
| 10      | Pentti Punkari         | Finlandia         |
| 12      | Leopold Israelsson     | Szwecja           |
| 12      | Albert Michiels        | Belgia            |
| 14      | Mansour Hazrati        | Iran              |
| 15      | Ronald Hunt            | Australia         |
| 15      | Hammou Haddaoui Khadir | Maroko            |
| 15      | André Lamy             | Francja           |
| 15      | Marziano Magnani       | Włochy            |
| 15      | Charles Berthoud       | Szwajcaria        |
| 20      | Noboru Aomi            | Japonia           |
| 21      | Raymond Schummer       | Luksemburg        |
| 21      | Helmut Längle          | Austria           |
| 21      | Luís Caldas            | Portugalia        |
| 24      | György Gurics          | Węgry             |

## Wyniki

### Pierwsza runda[2]
| Zwycięzca              | Punkty karne | Wynik     | Przegrany          | Punkty karne |
| ---------------------- | ------------ | --------- | ------------------ | ------------ |
| Bolesław Dubicki       | 2            | Remis     | Oddvar Barlie      | 2            |
| Hammou Haddaoui Khadir | 2            | Remis     | Ronald Hunt        | 2            |
| Mansour Hazrati        | 2            | Remis     | Pentti Punkari     | 2            |
| Jiří Kormaník          | 1            | Na punkty | André Lamy         | 3            |
| Kazım Ayvaz            | 1            | Na punkty | Marziano Magnani   | 3            |
| Lothar Metz            | 0            | Łopatki   | Raymond Schummer   | 4            |
| Russell Camilleri      | 1            | Na punkty | Charles Berthoud   | 3            |
| Yacoub Romanos         | 0            | Łopatki   | Helmut Längle      | 4            |
| Nikołaj Czuczałow      | 0            | Łopatki   | Leopold Israelsson | 4            |
| Dimityr Dobrew         | 0            | Łopatki   | Luís Caldas        | 4            |
| György Gurics          | 1            | Na punkty | Albert Michiels    | 3            |
| Ion Țăranu             | 0            | Łopatki   | Noboru Aomi        | 4            |

### Druga runda[3]
| Zwycięzca          | Punkty karne | Wynik       | Przegrany              | Punkty karne |
| ------------------ | ------------ | ----------- | ---------------------- | ------------ |
| Oddvar Barlie      | 2            | Łopatki     | Ronald Hunt            | 6            |
| Bolesław Dubicki   | 2            | Łopatki     | Hammou Haddaoui Khadir | 6            |
| Pentti Punkari     | 3            | Na punkty   | André Lamy             | 6            |
| Jiří Kormaník      | 2            | Na punkty   | Mansour Hazrati        | 5            |
| Lothar Metz        | 1            | Na punkty   | Marziano Magnani       | 6            |
| Kazım Ayvaz        | 1            | Łopatki     | Raymond Schummer       | 8            |
| Russell Camilleri  | 1            | Łopatki     | Helmut Längle          | 8            |
| Yacoub Romanos     | 1            | Na punkty   | Charles Berthoud       | 6            |
| Dimityr Dobrew     | 1            | Na punkty   | Nikołaj Czuczałow      | 3            |
| Leopold Israelsson | 4            | Łopatki     | Luís Caldas            | 8            |
| Albert Michiels    | 4            | Na punkty   | Noboru Aomi            | 7            |
| Ion Țăranu         | 0            | Bez walki   |                        |              |
|                    |              | Wycofał się | György Gurics          | 8            |

### Trzecia runda[4]
| Zwycięzca         | Punkty karne | Wynik     | Przegrany          | Punkty karne |
| ----------------- | ------------ | --------- | ------------------ | ------------ |
| Ion Țăranu        | 0            | Łopatki   | Oddvar Barlie      | 6            |
| Bolesław Dubicki  | 3            | Na punkty | Pentti Punkari     | 6            |
| Kazım Ayvaz       | 2            | Na punkty | Mansour Hazrati    | 8            |
| Lothar Metz       | 3            | Remis     | Jiří Kormaník      | 4            |
| Russell Camilleri | 3            | Remis     | Yacoub Romanos     | 3            |
| Nikołaj Czuczałow | 4            | Na punkty | Albert Michiels    | 7            |
| Dimityr Dobrew    | 2            | Na punkty | Leopold Israelsson | 7            |

### Czwarta runda[5]
| Zwycięzca         | Punkty karne | Wynik     | Przegrany         | Punkty karne |
| ----------------- | ------------ | --------- | ----------------- | ------------ |
| Ion Țăranu        | 2            | Remis     | Bolesław Dubicki  | 5            |
| Kazım Ayvaz       | 2            | Łopatki   | Jiří Kormaník     | 8            |
| Lothar Metz       | 3            | Łopatki   | Russell Camilleri | 7            |
| Nikołaj Czuczałow | 4            | Łopatki   | Yacoub Romanos    | 7            |
| Dimityr Dobrew    | 2            | Bez walki |                   |              |

### Piąta runda[6]
| Zwycięzca      | Punkty karne | Wynik     | Przegrany         | Punkty karne |
| -------------- | ------------ | --------- | ----------------- | ------------ |
| Dimityr Dobrew | 3            | Na punkty | Ion Țăranu        | 5            |
| Kazım Ayvaz    | 4            | Remis     | Bolesław Dubicki  | 7            |
| Lothar Metz    | 4            | Na punkty | Nikołaj Czuczałow | 7            |

### Szósta runda[7]
| Zwycięzca      | Punkty karne | Wynik     | Przegrany   | Punkty karne |
| -------------- | ------------ | --------- | ----------- | ------------ |
| Dimityr Dobrew | 4            | Na punkty | Kazım Ayvaz | 7            |
| Ion Țăranu     | 7            | Remis     | Lothar Metz | 6            |

### Siódma runda[8]
| Zwycięzca  | Wynik     | Przegrany   |
| ---------- | --------- | ----------- |
| Ion Țăranu | Na punkty | Kazım Ayvaz |